# Plectocomia himalayana
Plectocomia himalayana är en enhjärtbladig växtart som beskrevs av William Griffiths. Plectocomia himalayana ingår i släktet Plectocomia och familjen Arecaceae. Inga underarter finns listade i Catalogue of Life.